# Campeonato de los Cuatro Continentes de Patinaje Artístico sobre Hielo de 2020
El XXII Campeonato de los Cuatro Continentes de Patinaje Artístico sobre Hielo se celebró en Seúl (Corea del Sur) entre el 6 y el 9 de febrero de 2020 bajo la organización de la Unión Internacional de Patinaje sobre Hielo (ISU) y la Asociación Sircoreana de Patinaje sobre Hielo.
Las competiciones se realizaron en la Pista de Hielo Mokdong de la capital coreana. 

## Resultados

### Masculino
| Puesto | Nombre        | País           | Puntos |
| ------ | ------------- | -------------- | ------ |
| Oro    | Yuzuru Hanyu  | Japón          | 299,42 |
| Plata  | Jason Brown   | Estados Unidos | 274,82 |
| Bronce | Yuma Kagiyama | Japón          | 270,61 |

### Femenino
| Puesto | Nombre         | País           | Puntos |
| ------ | -------------- | -------------- | ------ |
| Oro    | Rika Kihira    | Japón          | 232,24 |
| Plata  | You Young      | Corea del Sur  | 223,23 |
| Bronce | Bradie Tennell | Estados Unidos | 222,97 |

### Parejas
| Puesto | Nombre                                  | País   | Puntos |
| ------ | --------------------------------------- | ------ | ------ |
| Oro    | Sui Wenjing / Han Cong                  | China  | 217,51 |
| Plata  | Peng Cheng / Jin Yang                   | China  | 213,29 |
| Bronce | Kirsten Moore-Towers / Michael Marinaro | Canadá | 201,80 |

### Danza en hielo
| Puesto | Nombre                            | País           | Puntos |
| ------ | --------------------------------- | -------------- | ------ |
| Oro    | Madison Chock / Evan Bates        | Estados Unidos | 213,18 |
| Plata  | Piper Gilles / Paul Poirier       | Canadá         | 210,18 |
| Bronce | Madison Hubbell / Zachary Donohue | Estados Unidos | 208,72 |

## Medallero
| Núm. | País           | Oro | Plata | Bronce | Total |
| ---- | -------------- | --- | ----- | ------ | ----- |
| 1    | Japón          | 2   | 0     | 1      | 3     |
| 2    | Estados Unidos | 1   | 1     | 2      | 4     |
| 3    | China          | 1   | 1     | 0      | 2     |
| 4    | Canadá         | 0   | 1     | 1      | 2     |
| 5    | Corea del Sur  | 0   | 1     | 0      | 1     |
|      | TOTAL          | 4   | 4     | 4      | 12    |